# John Ratzenberger
John Dezso Ratzenberger (Bridgeport, 6 de abril de 1947) es un actor estadounidense conocido por interpretar a Cliff Clavin, el cartero, en la serie televisiva Cheers, y por participar en la grabación original de voz de casi todas las películas de Pixar Animation Studios.

## Carrera
Ratzenberger vivía en Londres cuando comenzó su carrera en las artes escénicas. Su primer papel fue como un cliente en The Ritz (1976). Apareció en papeles menores en películas incluyendo Firefox, A Bridge Too Far, Superman: The Movie como un controlador de misiles, Superman II como la operario de la NASA, Star Wars: Episodio V - El Imperio contraataca (1980) como "Major Bren Derlin", Motel Hell (1980) como un rockero punk, en Outland como Tarlow, como un minero condenado y en Gandhi (1982), como un teniente de los Estados Unidos.

### Cheers
Ratzenberger es muy conocido por interpretar a un cartero llamado Cliff Clavin en la serie Cheers. Ratzenberger hizo una audición para el papel de Norman Peterson, pero fue rechazado. Sintiendo que tenía una oportunidad, preguntó si habían escrito un sabelotodo de bar, lo cual le pareció una gran idea a los productores. Cliff fue conocido por sus extravagantes historias plausibles de medias verdades, curiosidades irrelevantes, y desinformación ignorante, y Cliff y Norm, los roles de principales clientes, se convirtieron en representación de colegas de bar. Ratzenberger dio voz a una versión animada de Cliff en la 6ª temporada de Los Simpsons, episodio "Fear of Flying".
Cuando Paramount Television licenció la apariencia de Cheers a la subsidiaria de Host Marriott Services, Host International, para su uso en aeropuertos de Estados Unidos y Nueva Zelanda, el grupo también creó clientes animatrónicos. Se les llamó "Hank" y "Bob"; Ratzenberger y George Wendt afirmaron que Hank y Bob se les parecían, y en enero de 1993 demandaron a Host por el uso de sus semejanzas sin permiso. El caso languideció en la corte durante ocho años antes de que todas las partes llegaran a un acuerdo en 2001.

### Pixar
Ratzenberger ha puesto su voz en casi todas las películas de Pixar. Sus papeles incluyen: 
- Hamm, el cerdito hucha en Toy Story (1995), Toy Story 2 (1999), Toy Story 3 (2010) y Toy Story 4 (2019).
- P.T. la Pulga dueña del circo en A Bug's Life (1998).
- El abominable hombre de las nieves en Monsters, Inc. (2001) y Monsters University (2013).
- El banco de monodactylidae en Buscando a Nemo (2003).
- Subterráneo en Los Increíbles (2004) y Los Increíbles 2 (2018).
- Mack el tractor-remolque en Cars (2006), Cars 2 (2011) y Cars 3 (2017).
- Mustafa el camarero en Ratatouille (2007).
- John en WALL·E (2008).
- Un constructor llamado Tom en Up (2009).
- El soldado Gordon en Brave (2012).
- Fritz en Inside Out (2015), e Inside Out 2 (2024)
- Earl, un 'Velociraptor' en The Good Dinosaur (2015).
- Bill el cangrejo en Buscando a Dory (2016).
- Juan Ortodoncia en Coco (2017).
- Trabajador de la construcción Fenwick en Onward (2020).
- Aunque Ratzenberguer no prestó su voz a ningún personaje en Soul, hace un cameo sin voz en la película, en el que se usó su imagen.

Ratzenberger hace broma sobre su trabajo con Pixar en los créditos finales de Cars, donde su personaje, Mack, viendo las versiones automovilísticas de las películas de Pixar ("Toy Car Story", "Monster Trucks, Inc." y "A Bug's Life"), observa que todos los personajes que Ratzenberger ha desempeñado eran excelentes, hasta que se da cuenta de que son el mismo actor, momento en el que subraya "Simplemente están usando al mismo actor todo el rato. ¿Qué tipo de producción barata es esta?".
El trabajo de Ratzenberger en Pixar, así como sus papeles en las películas de Superman y El Imperio Contraataca, lo convierten en el 10º actor de más éxito de todos los tiempos, según lo medido por un total de taquilla de más de $3.000.000.000.

### Trabajo en televisión

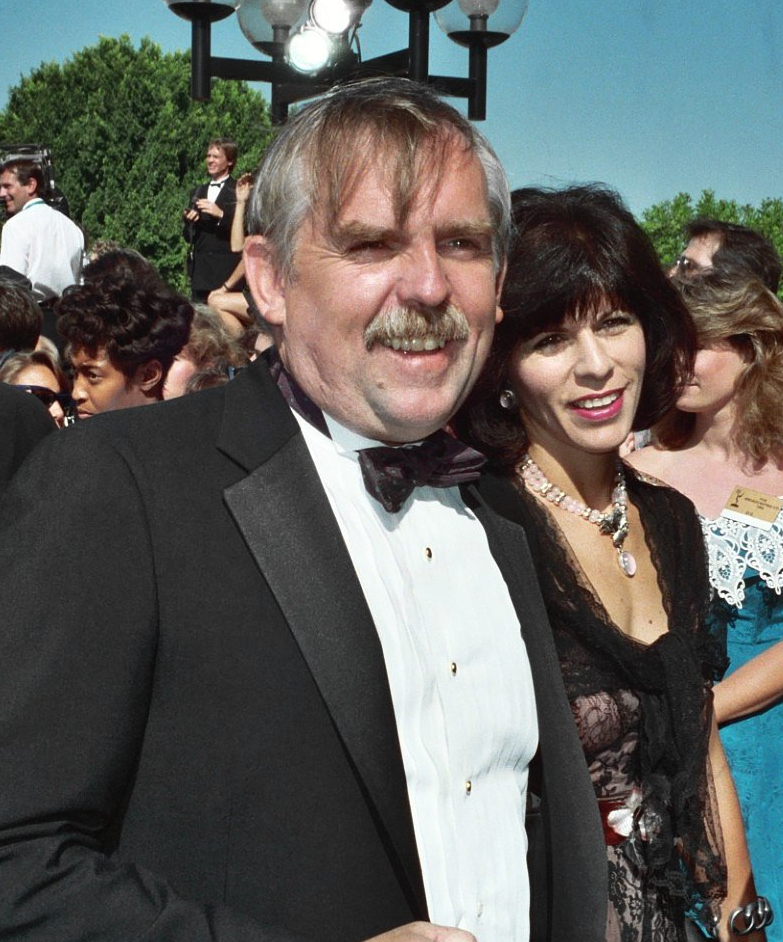
Ratzenberger en los premios Daytime Emmy de 1992.

Ratzenberger presenta el programa de televisión de Travel Channel sobre cosas hechas en EE. UU. llamado John Ratzenberger's Made in America (2003-hasta el presente). Ratzenberger también fue la estrella invitada en cuatro episodios en la primera temporada de la comedia de situación de John Ritter 8 Simple Rules; interpretó al vecino del personaje de Ritter.
John también apareció en That '70s Show como Glen, un hombre atrapado en un terrible matrimonio con su amor de secundaria cuyo ejemplo negativo da que pensar a Eric sobre casarse con Donna.

## Otros
Ratzenberger presenta la sección Comodín en la versión para PC del juego de mesa Trivial Pursuit. 
Ratzenberger ha aparecido en anuncios de televisión promocionando la oficina de correos Pitney Bowes. Su eslogan es "¡Hey, me veo bien de rojo!".
Ratzenberger fue coautor de We've Got it Made in America: A Common Man's Salute to an Uncommon Country (ISBN 1-931722-84-6). Ratzenberger fue cofundador de la fundación "Nuts, Bolts and Thingamajigs Foundation", dedicada a la sensibilización de la artesanía y la ingeniería disciplinas entre los jóvenes. 
Ratzenberger ha desarrollado alternativas hechas de envases biodegradables y no tóxicos de papel reciclado como una alternativa segura a la Styrofoam "cacahuetes" de plástico de burbujas y de protección.

## Vida privada
Ratzenberger nació en Bridgeport, Connecticut, hijo de Bertha Grohowski y Alexander Deszo Ratzenberger. Asistió a St. Ann's School en Bridgeport y Universidad del Sagrado Corazón en Fairfield, Connecticut. Se trasladó a Londres en 1971, vivió allí durante diez años.
Ratzenberger tiene dos hijos de un matrimonio de 19 años. Ratzenberger fue un operador de tractor en el Festival de Woodstock.
Durante las elecciones presidenciales de Estados Unidos en 2008 Ratzenberger hizo campaña por John McCain, apareciendo con su compañero de Cheers Kelsey Grammer en varios actos del Partido Republicano.